# Tsubasa Yonaga
Tsubasa Yonaga (代永翼 Yonaga Tsubasa?,  Prefectura de Kanagawa, Japón, 15 de enero de 1984) es un actor de voz japonés, afiliado a Ken Production. Su esposa es la también actriz de voz, Yuka Nishigaki.

## Filmografía

### Anime
- Idolish7 como Mitsuki Izumi.
- Acchi Kocchi como Kyōya Saibara.
- Akagami no Shirayukihime como Shuka.
- Alice in Borderland como Chōta Segawa.
- Ao no Exorcist como Takara.
- Binan koukou chikyuu bouei bu love comp Megawa Rui (ep 10)
- Bamboo Blade como Fujimura (ep 21).
- Battle Spirits: Shōnen Toppa Bashin como Estudiante D (ep 3).
- Bleach como Kannogi Shu.
- Cardfight!! Vanguard como Aichi Sendou.
- Chaos;Head como Shogun.
- Chihayafuru como Tsutomu Komano.
- Chiruran: Nibun no Ichi como Okita Sōji.
- Donten ni Warau como Chutaro Kumo.
- Ef - a tale of memories como Staff A (eps 2,3).
- Fairy Tail como Rufus Lohr.
- Free! como Nagisa Hazuki.
- Genshiken 2 como Man A (ep 6).
- Guin Saga como Remus.
- Hakkenden: Touhou Hakken Ibun como Shinobu Inoue
- Hybrid Child como Yuzu (OVA).
- Ichiban Ushiro no Dai Maō como Hiroshi Miwa.
- Imawa no Kuni no Alice como Chota Segawa (OVA).
- Kekkaishi como Classmate A (ep 19).
- Kenka Banchō Otome: Girl Beats Boys como Hikaru Onigashima.
- Kishin Taisen Gigantic Formula como Shingo Suwa.
- La storia della Arcana Famiglia como Nova.
- Love Stage!! como Izumi Sena.
- Minami-ke como Boy A (ep 10).
- Model Suit Gunpla Builders Beginning G como Haru Irei (OVA).
- Mokke como Kamaitachi's Henchman (ep 10).
- MM! como Yukinojo Himura
- Nodame Cantabile como Yoshitaka Noda.
- Ōkiku Furikabutte como Ren Mihashi.
- One Piece como Bobbin.
- Ore tachi ni Tsubasa wa Nai como Youji Haneda.
- Persona: Trinity Soul como Shiiba Kusu (ep 12-13,16-17,21); Wakasa Kusu (ep 12-14).
- Sailor Moon Crystal como Saphir Azul.
- Special A como Jun Yamamoto.
- Shigofumi: Letters from the Departed como Shōta Machiya (eps 1,2).
- Shugo Chara! como Yamada-kun (ep 5).
- Shugo Chara Doki! — como Fuyuki Kirishima (eps 69,91); Yamada-kun (ep 53).
- Tasogare Otome × Amnesia como Niiya Teiichi.
- Uta no Prince-sama Maji Love 2000% como Mikado Nagi.
- Vatican Kiseki Chōsakan como Ryōta Hiraga.
- Wangan Midnight como Harada (eps 7-10).
- Web Ghost PiPoPa como Shūzō Matsushita.
- World Trigger como Tsukihiko Amō.
- Yarichin Bitch Club como Keiichi Akemi
- Yumeiro Patissiere como Satsuki Hanabusa.
- Yowamushi Pedal como Manami Sangaku.
- Stitch! como niño del club de fútbol
- imouto sae ireba li como Ena Setsuna.

### Juegos
- Tales of Xillia como Jude Mathis.
- Tales of Xillia 2 como Jude Mathis.
- IDOLiSH7 como Mitsuki Izumi.

## Música
- Interpretó el segundo ending Clear Blue Departure de Free! - Eternal Summer junto con Nobunaga Shimazaki, Tatsuhisa Suzuki, Yoshimasa Hosoya, Daisuke Hirakawa, Mamoru Miyano, Kouki Miyata y Kenichi Suzumura.[1]